# موكسيفلوكساسين
موكسيفلوكساسين (الاسم العلمي: Moxifloxacin) هو مضاد للجراثيم من عائلة الفلوروكينولون، يعمل عن طريق التداخل مع توليف الحمض النووي للميكروبات التي تكون جرام موجب وجرام سالب.

## الاستعمال الطبي
يستخدم موكسيفلوكساسين لعلاج عدد من الأمراض بما في ذلك: التهابات الجهاز التنفسي، التهاب النسيج الخلوي، الجمرة الخبيثة، والتهابات داخل البطن، التهاب الشغاف، التهاب السحايا، ومرض السل.
تمت الموافقة المبدئية من قبل FDA في (ديسمبر 1999)
- مايو 2004: حصل الاتحاد على أدوية الالتهاب الرئوي الناجم من العقدية الرئوية المتعددة المقاومة [7]
- التهاب الجيوب الأنفية الجرثومي الحاد
- التهاب الشعب الهوائية المزمن
- الالتهاب الرئوي المكتسب من المجتمع
- التهابات الجلد غير المعقدة[8]
- التهابات داخل البطن المعقدة
- اشتدادات التهاب القصبات المزمن.

## مضادات الاستطباب
الإنتانات الناتجة عن العنقوديات الذهبية المقاومة للميتيسيلين.
- القصور الكبدي الشديد.
- فشل قلب مع نقص في الجزء المقذوف ضمن البطين الأيسر.
- بطء القلب.
- اضطرابات في الشوارد.
- سيرة مرضية لتطاول ال QT.
- سيرة مرضية لللانظميات الأعراضية.
- سيرة مرضية لاضطرابات أوتار ناجمة عن استعمال الكوينولونات.
- الأطفال، اليافعون.
- الحمل، الإرضاع.
- الاستعمال المزمن مع الأدوية التي تسبب تطاول زمن ال QT.

## الآثار الجانبية
قد يحدث اعتلال الأعصاب المحيطية، التلقائي تمزق الأوتار والتهاب الأوتار
- غثيان، قيء، إسهال، ألم بطني، عسر هضم.
- صداع، دوخة، تململ.
- اضطرابات في النوم.
- طفح (نادراً: متلازمة ستيفز جونسون، تنخر بشروي سمي).[10]
- حكة.
- قهم.
- زيادة في البولينا والكرياتينين في الدم.
- نعاس، وهن، اكتئاب، تخليط، هلوسات، اختلاجات، رعاش، تنمل، نقص الحس.
- حساسية ضوئية. ردود فعل تحسسية (حمى، شرى، وذمة وعائية، ألم مفصلي، ألم عضلي، تأق).[11][12]
- اضطرابات دموية (كثرة اليوزينات، قلة الكريات البيض، قلة الصفيحات).
- اضطرابات في الرؤية وحس التذوق والسمع والشم.
- جفاف فم، التهاب فم، التهاب لسان.
- تطبل بطن، إمساك، لانظميات، خفقان، وذمة محيطية.
- ذبحة، تغيرات في ضغط الدم، ضيق نفس، قلق، تعرق.

## تحذيرات
- الصرع أو وجود سيرة مرضية له أو عوامل مؤهبة لحدوث نوبات صرعية.
- القصور الكبدي.
- القصور الكلوي.
- عوز أنزيم G6PD.
- الأطفال، اليافعون، المسنون.
- الحمل، الإرضاع.
- الوهن العضلي الوخيم.
- سيرة مرضية لاضطرابات الجملة العصبية المركزية.
- الحالات المؤهبة لللانظميات بما فيها إفقار العضلة القلبية.
- يجب تناول كميات كبيرة من السوائل أثناء تعاطي الدواء.
- تجنب القلوية الزائدة للبول.
- تجنب التعرض لأشعة الشمس القوية أو أشعة المصابيح القوية (إيقاف المعالجة لدى ظهور حساسية ضوئية).
- إيقاف المعالجة لدى ظهور ردود فعل ذهائية أو عصبية أو ردود فعل تحسسية بما فيها الطفح الشديد.
- إيقاف المعالجة لدى ظهور ألم أو التهاب أو تمزق أوتار.
- إيقاف المعالجة فورا لدى الشك بحدوث التهاب وتر.
- قد يحرض الدواء الاختلاجات لدى أصحاب السيرة المرضية للاختلاجات أو غيرهم.
- مراعاة الحذر لدى قيادة السيارات أو تشغيل الآلات.